# Jan Henryk Dąbrowski
Jan Henryk Dąbrowski (29 de agosto de 1755 — 6 de julho de 1818) foi um general e político polonês, reconhecido, após sua morte, por sua luta pela independência da República das Duas Nações, sendo considerado um herói na Polônia.
Dąbrowski inicialmente serviu no exército do Reino da Saxônia, e após isso se juntou brevemente ao exército da República das Duas Nações, participando da Revolta de Kościuszko. Após a dissolução da Comunidade Polaco-Lituana durante as partilhas da Polônia, advogou pela restauração da independência polonesa em outros países. Dąbrowski foi um dos fundadores e generais das legiões polonesas na Grande Armée, o exército do Primeiro Império Francês de Napoleão Bonaparte. Durante as Guerras Napoleônicas, liderou os poloneses contra a ocupação prussiana na Grande Revolta Polonesa em 1806, criando o breve Ducado de Varsóvia. Também participou das guerras da Quinta Coligação contra o Império Austríaco e da Campanha Russa em 1812. Após a derrota de Napoleão e a criação da Polônia do Congresso, um protetorado do Império Russo, Dąbrowski aceita uma posição no senado, além de organizar o exército desse protetorado.
Dąbrowski é lembrado no hino nacional da Polônia, a Mazurca de Dąbrowski, primeiramente cantada pelos legionários poloneses durante as Guerras Napoleônicas.